# ایزاکایا

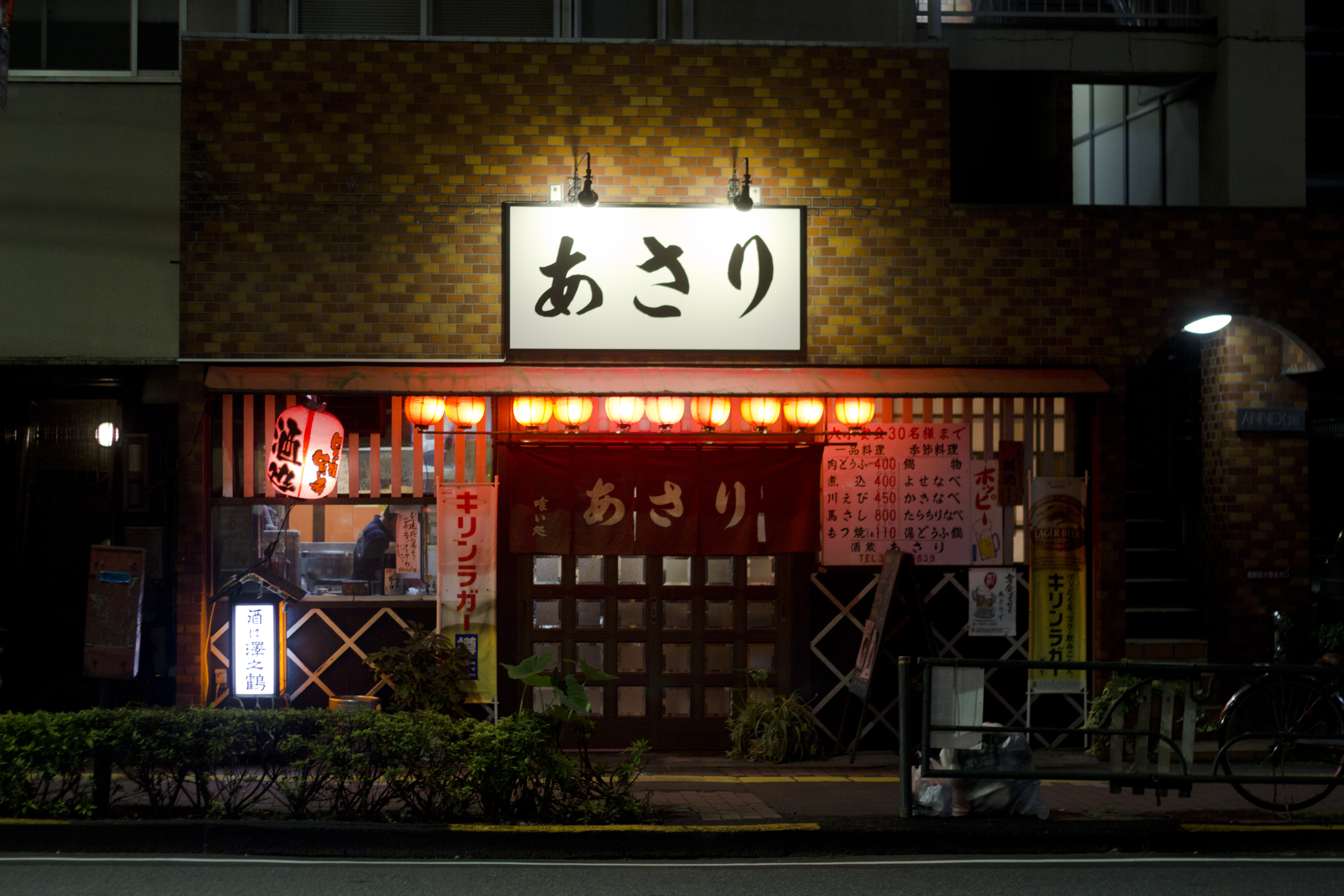
یک ایزاکایا در گوتاندا، توکیو. تابلو ی سمت راست یک منو با غذاهای معمول (سمت چپ) و غذای فصل - نابه (سمت راست) را نشان می‌دهد.

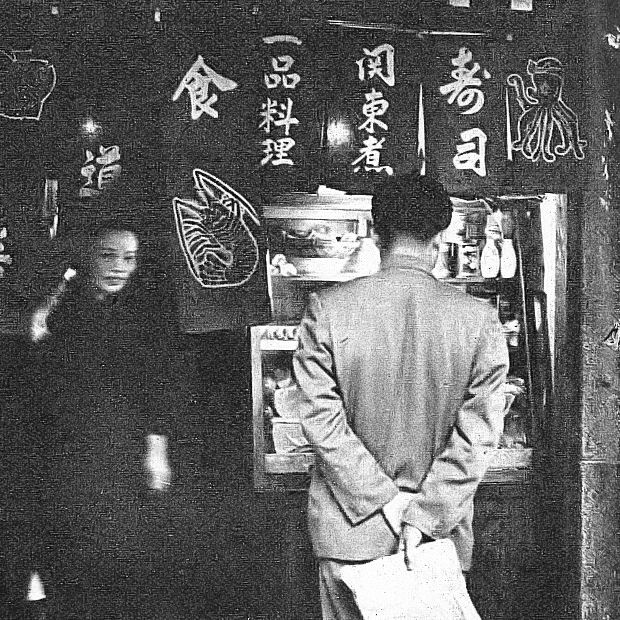
ایزاکایای تایپه در سال ۱۹۵۱

ایزاکایا (居酒屋) ژاپنی: [izakaja]) نوعی از بار غیررسمی ژاپنی است است که نوشیدنی‌های الکلی و تنقلات در آن سرو می‌شود. ایزاکایاها مکان‌هایی برای میخوارگی بی تشریفات بعد از اتمام کار است، جایی شبیه به میخانه‌های انگلیسی یا میخانه‌های ایرلندی، بارهای تاپاس اسپانیایی و سالن ها و میکده‌های آمریکایی.